# Pseudopezicula
Pseudopezicula is een geslacht van schimmels uit de familie Discinellaceae. De typesoort is  Pseudopezicula tetraspora.

## Soorten
Volgens Index Fungorum telt het geslacht drie soorten (peildatum februari 2022):
| Soortnaam                   | Auteur(s)                         | Publicatiejaar |
| --------------------------- | --------------------------------- | -------------- |
| Pseudopezicula betulae      | Crous                             | 2020           |
| Pseudopezicula tetraspora   | Korf, R.C. Pearson & W.Y. Zhuang  | 1986           |
| Pseudopezicula tracheiphila | (Müll.-Thurg.) Korf & W.Y. Zhuang | 1986           |